# نوکیا ۶۱۱۰ نویگیتور
نوکیا ۶۱۱۰ نویگیتور یک‌نمونه از گوشی‌های تلفن همراه سری ۶۰۰۰ شرکت نوکیا می‌باشد که توسط همین شرکت به بازار عرضه شده‌است.